# Natalie Tychmini
Natalie Tychmini was een Russische vrouw die vermomd als man meevocht in de Eerste Wereldoorlog. Ze vocht in 1915 mee tegen de legers van het Oostenrijks-Hongaarse keizerrijk in het huidige Polen. Ze ontving voor haar diensten het Sint-Georgekruis.
Toen Tychmini gewond raakte, werd ontdekt dat zij een vrouw was. Zij werd daarop teruggestuurd naar Kiev, maar mocht haar onderscheiding wel behouden. Naar alle waarschijnlijkheid was dit te danken aan de pragmatische houding van de Russische krijgsmacht tegenover vrouwelijke travestie in oorlogssituaties. Er waren namelijk zodanig veel vrouwen die zich net als Tychmini uitgaven voor man om mee te kunnen vechten in de Eerste Wereldoorlog, dat er na de Februarirevolutie van 1917 besloten werd om complete vrouwenbataljons te creëren.